# Grimmia incurva
Grimmia incurva là một loài Rêu trong họ Grimmiaceae. Loài này được Schwägr. mô tả khoa học đầu tiên năm 1811.